# Ful medames
Ful medames (àrab: فول مدمس, fūl mudammas, IPA: [fuːl mudammas]; altres transcripcions inclouen ful mudammas i foule mudammes), o simplement ful (‘faves'), és un guisat de faves cuites servides amb oli vegetal, comí i, opcionalment, amb julivert picat, all, ceba, suc de llimona, pebrot i altres ingredients vegetals, d'herbes i espècies. És principalment un aliment bàsic de la gastronomia d'Egipte, especialment a les ciutats del Caire i Guiza. El ful medames és també és un plat comú de les gastronomies de moltes cultures àrabs de l'Orient Mitjà i de l'Àfrica del Nord, però particularment a Iraq, Líban, Síria, Jordània, Palestina, Aràbia Saudita, Iemen, Somàlia, Etiòpia, Eritrea, Sudan, Marroc i Líbia.

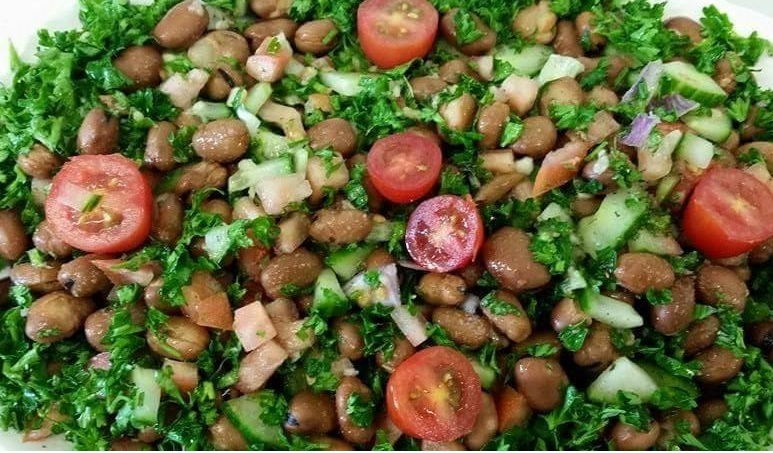
Amanida ful medames.

L'amanida ful medames (àrab: سلطة فول مدمس, salaṭat fūl mudammas) és un dels mezze d'esmorzar àrabs preferits, però també es menja com una amanida contundent. Normalment consisteix en faves, tomàquets picats, ceba, julivert, suc de llimona, oli d’oliva, pebre i sal.
Una de les evidències de l'ús de ful en l'antiguitat és un dipòsit de 2.600 faves seques desenterrades en un jaciment del Neolític als afores de Natzaret. Aquest mètode de cocció s'esmenta al Talmud de Jerusalem, cosa que indica que el mètode es va utilitzar a la Banya d'Àfrica i a l'Orient Mitjà des del segle IV. Tot i que hi ha innombrables formes de decorar el ful, la recepta bàsica continua sent la mateixa: un cop cuit el ful, se sala i es menja sol o s'acompanya d'oli vegetal, tahini, suc de llimona fresc, vedella curada (basturma) o altres ingredients.
A l'edat mitjana, la fabricació de ful al Caire va ser monopolitzada per la gent que vivia al voltant dels banys de la princesa, un bany públic en un petit complex a prop de la font pública actual de Muhàmmad Alí Paixà, un bloc al nord dels dos elegants minarets de la mesquita d'Al-Muàyyad sobre la porta Bab Zuwayla del segle xi. Durant el dia, els assistents al bany encenien els focs escalfant els qidras, unes enormes olles d'aigua de bany. La fusta era escassa, de manera que les escombraries s'utilitzaven com a combustible i, finalment, va créixer un abocador al voltant dels banys. Quan tancaven els banys les brases vermelles dels focs continuaven cremant. Per aprofitar aquests focs s'omplien enormes qidres amb faves, i aquests calderons es mantenien a foc lent tota la nit i tot el dia següent per tal de proporcionar esmorzar a la població del Caire. Les botigues de cuina de tot el Caire enviaven els seus esbirros als banys de la princesa per comprar el seu ful a l'engròs.